# Нира Про
Kомпанија Нира Про јесте српска продукција и дистрибутерска компанија. Реализовали су серије, филмове, ТВ програм у региону западног Балкана. 

## Историјат
Године 2005. Нира Про се оријентише и на сопствену продукцију домаћег серијског и ТВ програма. Први продукциони подухват је документарна серија Миће Милошевића Тито: Црвено и црно,  а читав серијал је забележио велику гледаност у Србији и региону. Након тога уследио је документарно - играни серијал Време је за бебе која се у 206 епизода бавила проблемом беле куге у Србији и такође освојила позитивне критике и задовољство гледалаца.
У својству копродуцента, извршног продуцента или дистрибутера учествују у продукцији серија које се емитују на РТС и комерцијалним станицама у Србији и региону.

## Продукција
- 2006 - Тито: Црвено и црно
- 2006— 2016 - Време је за бебе
- 2007—2021 - Луд, збуњен, нормалан
- 2009 - Заувијек млад
- 2012—2020 Војна академија (ТВ серија)
- 2012 - Праг и српски сликари
- 2018 - Koнак код Хилмије
- 2020- Камионџије д.о.о.
- 2021 - Радио Милева